# AMURT
AMURT (англ. Ananda Marga Universal Relief Team, «Ананда Марга Всесвітня команда допомоги») — міжнародна благодійна організація, заснована в 1965 (за іншими даними — 19 квітня 1970). Першочергова ціль — надання допомоги населенню на території Індії, але з часом організація вийшла на міжнародний рівень, розпочавши діяльність в інших країнах. У наш час[коли?] команди AMURT діють у 34 країнах. AMURT офіційно визнана ООН, як неурядова благодійна організація.

## Історія
1970 — AMURT взяла участь у допомозі жертвам циклону в Бангладеш. Наступна міжнародна активність — допомога жертвам тайфуну на Філіппінах та землетрусу в Перу.
1973 — AMURT розпочала діяльність у США.
1985 — організація набула офіційного статусу в США. У цьому ж році розпочались роботи над першими глобальними проектами.
1993 — започатковано проект допомоги дітям з малозабезпечених сімей Румунії.
1995 — початок діяльності в Албанії 
2010 — організація розпочинає діяльність у Нігерії.

## Діяльність

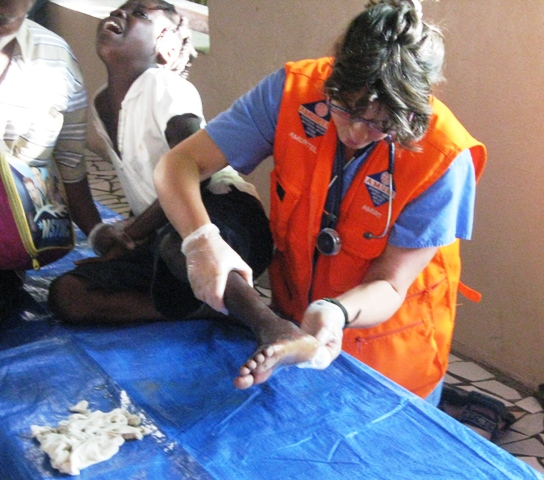
Діді Чарасміта допомагає потерпілим від землетрусу на Гаїті

AMURT допомагає жителям США, Гаїті, Ґани, Кенії, Нігерії, Уганди, Індії, Монголії, Філіппін, Румунії та ін. Організація шукає шляхи вирішення проблем на місцевому рівні, розуміючи, що нема готових методів вирішення проблеми бідності. Кожна ситуація є унікальною і потребує специфічного підходу, котрий залежить від конкретних обставин. Приклади — створення невеликих бізнес-кооперативів для бідних жінок на Філіппінах, центр для виховання дітей з вулиці в Монголії, програма із забезпечення питною водою в Ґані. У багатьох країнах AMURT відкрила початкові школи для дітей із малозабезпечених сімей.
Організація є некомерційною. Для надання допомоги використовуються благодійні пожертвування та праця волонтерів. AMURT закликає підтримати благодійну діяльність фінансово, власною участю або нематеріально.